# Bernardo Blanco
Bernardo Alves Martinho Amaral Blanco (Torres Vedras, 19 de novembro de 1995) é um político português. Atualmente, é deputado à Assembleia da República e Conselheiro nacional da Iniciativa Liberal. Desempenhou anteriormente, no partido, os cargos de Vogal e Vice-Presidente da Comissão Executiva.

## Vida pessoal
Blanco nasceu em Torres Vedras em 1995. Frequentou o ensino secundário na privada Academia de Música de Santa Cecília. É licenciado em Gestão pela Universidade Católica Portuguesa, onde também frequentou um mestrado em Ciência Política.
Trabalhou no setor privado, primeiro na OLX como trainee de product management (gestor de produto estagiário), e depois como membro da equipa de estratégia da Liberty Seguros.

## Política
Juntou-se à Iniciativa Liberal e foi cabeça de lista pelo Distrito de Leiria nas eleições legislativas de 2019. Foi neste partido que voltou a integrar as listas nas eleições legislativas de 2022, desta vez pelo Distrito de Lisboa, tendo sido eleito deputado. Em 2023, com a vitória de Rui Rocha nas presidenciais do partido, é nomeado vice-presidente na sua comissão executiva.
Desde a sua eleição para o Parlamento em 2022, Bernardo tem exercido as funções de Vice-Presidente da Comissão de Assuntos Europeus e coordenador na Comissão de Ambiente e Energia. Também desempenha o cargo de Vice-Presidente do grupo parlamentar da Iniciativa Liberal e é coordenador na Comissão de Orçamento e Finanças.
Blanco ganhou notoriedade através da sua participação na comissão parlamentar de inquérito à TAP, ao expor a existência de reuniões secretas entre membros do Partido Socialista e a empresa, bem como vários outros casos de má gestão e despesa pública. Alguns jornais utilizaram o termo "deputado-estrela" devido ao seu desempenho neste papel. 
Em setembro de 2024, anunciou a sua candidatura ao cargo de Vice-Presidente da ALDE no próximo Congresso em Estoril, afirmando a sua motivação para um "reencontro com os jovens" e os "afastar do extremismo" recuperando-os para o liberalismo.
Foi vice-presidente do Instituto Mises Portugal, instituto proponente da Escola Austríaca de pensamento económico, e coordenador local do Students for Liberty. É ainda autor no blogue "O Insurgente", com os seus colegas deputados Carlos Guimarães Pinto e Rui Rocha.

## Resultados Eleitorais

### Eleições Legislativas
| Data | Partido | Partido | Circulo eleitoral | Posição     | Cl.    | Votos         | %             | +/-    | Status                                | Notas |
| ---- | ------- | ------- | ----------------- | ----------- | ------ | ------------- | ------------- | ------ | ------------------------------------- | ----- |
| 2019 |         | IL      | Leiria            | 1.º (em 10) | 9.º    | 2 054         | 0,92 / 100,00 |        | Não Eleito                            |       |
| 2022 | Lisboa  | IL      | 4.º (em 48)       | 3.º         | 93 341 | 7,90 / 100,00 |               | Eleito |                                       |       |
| 2024 | Lisboa  | IL      | 1.º (em 48)       | 4.º         | 86 847 | 6,58 / 100,00 | 1,32          | Eleito | Vice-Presidente da Iniciativa Liberal |       |